# Młot tyburo
Młot tyburo, tybura, łopatogłów (Sphyrna tiburo) – gatunek morskiej ryby żarłaczokształtnej z rodziny młotowatych (Sphyrnidae). Poławiany gospodarczo na niewielką skalę. Jest to gatunek zagrożony wyginięciem.

## Występowanie
Występuje w płytkich wodach ujść rzecznych, w zatokach, zalewach i lagunach na wybrzeżach Oceanu Atlantyckiego i Spokojnego w obu Amerykach, jak również w Zatoce Meksykańskiej. Występuje w płytkich wodach do 90 metrów głębokości, jednak zwykle przebywają w przybrzeżnych w wodzie do 12 metrów.

## Charakterystyka

### Wygląd
Osiąga przeciętnie 80–120 cm, maksymalnie ok. 2 m długości. Osiąga wagę około 11 kg. Żyje do 12 lat. Zazwyczaj jest szary lub szaro-brązowy. Czasami ma na bokach ciemne plamki. Ma biały brzuch. Posiada małe, ostre zęby z przodu, które umożliwiają skuteczne polowanie oraz płaskie, duże trzonowce do kruszenia twardszych kawałków.  

### Styl życia
Jest pierwszym rekinem, u którego potwierdzono wszystkożerność oraz zdolność do trawienia tkanek roślinnych. Tyburo żywi się rybami, krabami, krewetkami, głowonogami, szkarłupniami oraz trawami morskimi. 
Gatunek żyworodny. Samica rodzi w jednym miocie 6–9 młodych. Pływają zwykle w grupach do 15 osobników.  
Jest nieszkodliwy dla człowieka, gatunek jest dość płochliwy.  